# سیارک ۲۱۵۶۸
سیارک ۲۱۵۶۸ (به انگلیسی: 21568 Evanmorikawa، نامگذاری:1998RM3) بیست و یک هزار و پانصد و شصت و هشتمین سیارک کشف شده‌است که در ۱۴ سپتامبر ۱۹۹۸ کشف شد.
قدر مطلق سیارک برابر ۲۳.۴ است.